# اوگاتا گکو
اوگاتا گِکو (ژاپنی: 尾形月耕 Ogata Gekkō؛ ۱ ژانویهٔ ۱۸۵۹ – ۱ ژانویهٔ ۱۹۲۰) نقاش و طراح اوکی‌یوئه اهل ژاپن بود. او هنرمندی خودآموخته بود و از اولین هنرمندان ژاپنی بود که جوایز بین‌المللی گرفت و آثارش مخاطب جهانی یافت.